# 廖欽福
廖欽福（1907年—2007年3月6日），臺灣臺北市大安區人，土木工程師、建築業與飯店業企業家，創建福華大飯店。

## 生平

### 早年奮鬥
廖欽福為1907年出生，台北大安人，十五歲入台灣商工學校土木科。1924年畢業後，他受學校教測量的土肥慶大郎安排，參與建造桃園大圳，之後負責嘉南大圳烏山頭水庫南幹線工程。
十九歲，廖欽福依媒妁之言與同齡的王琴結婚。夫妻住在臺北市懷寧街，育九男一女，三子廖慧明與四子廖修平都得到中華民國十大傑出青年。
嘉南大圳完工後，廖欽福受上司薄井貫一介紹參加日月潭水力電氣工事，後來本想去滿州國發展，但父親病危被召回，至堂姐夫林煶灶工作。興建於1940年的大同大學志生紀念館，就是由廖欽福設計建造。
二戰結束後，廖欽福在妻子提議下跟林煶灶借牌自行創業。廖欽福在開設華南工程承包公家工程時，就已認識在作米店生意的王永慶。廖欽福後轉為買地蓋房出租、出售。像明星咖啡館與周圍近十棟三層樓建築，都是他在戰後初期所建。隨著事業蒸蒸日上，他擔任開南商工、中國化學製藥、華南產物保險、泰安產物保險、中國電器公司等常董、董事長。行天宮在敦化北路的圖書館土地，便是廖家所捐。

### 創建福華飯店

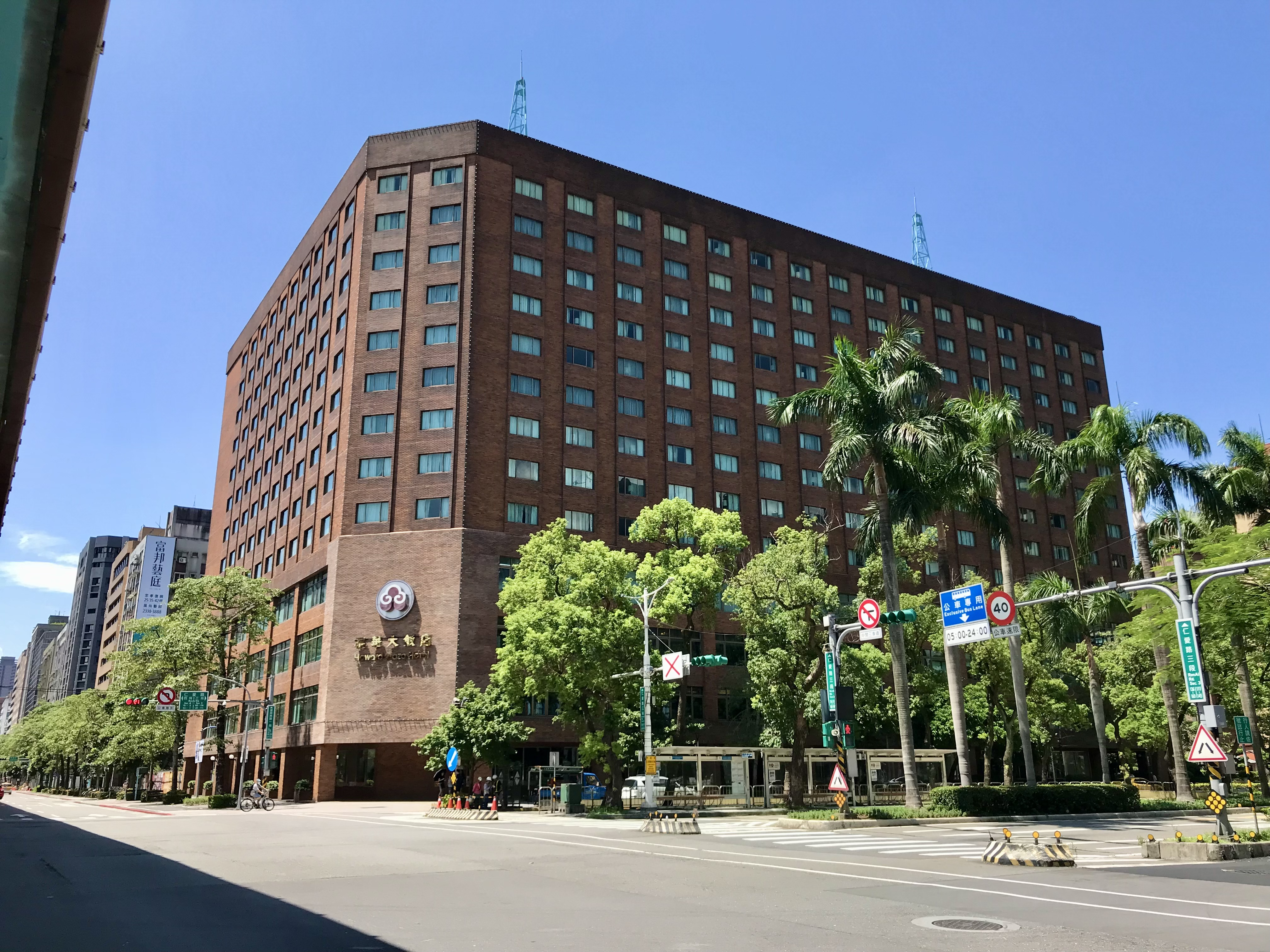
台北福華大飯店

自1960年起，廖欽福為在臺北市興建觀光旅館，便向政府請廢止中崙段三六等地號內計劃道路。他原計畫將飯店蓋在南京東路、敦化北路口上，但土地被徵收蓋敦化國中，只好改在仁愛路與復興南路口。歷經1967年檢具年變更計劃圖說及有關土地證件、同意書、切結書到市府，及1969年檢具興建國際觀光旅館計劃書，到1973年才由市都市計劃委員會審議通過。為在仁愛路興建飯店，在王永慶擔保下，廖欽福賣掉現在環亞飯店和環亞購物中心土地給鄭周敏。廖欽福子女們組成經營班底，由三子廖慧明負責設計建築結構、長子廖修鐘擔任監造、次子廖有土掌理財務、四子廖修平負責裝潢與藝術陳設、五子廖修凱與八子廖修謙分別職司進口家具及設備。
1984年4月19日，福華大飯店正式開幕。此後，廖欽福全力投入福華飯店品牌，陸續開闊長春名苑、敦化綠園、台中福華、翡翠灣福華、高雄福華、墾丁福華、石門福華、慶城福華、新竹福華、雲林華安等飯店。
晚年，廖欽福交棒作名譽董事長，由負責監造的長子作董事長，最年輕的幼子廖東漢任總裁。年邁的廖欽福長居在仁愛路的福華大飯店，經常在飯店內走動、運動。2005年7月，廖欽福口述、林忠勝及吳君瑩撰述的《廖欽福回憶錄》出版。2007年3月6日早，廖欽福在家中辭世。